# ناتاليا سيلفا (مقاتلة)
ناتاليا سيلفا (بالإنجليزية: Natália Silva؛ مواليد 3 فبراير 1997) هي مُقاتلة فنون قتالية مختلطة برازيلية.

## وصلات خارجية
- ناتاليا سيلفا (مقاتل) على موقع يو إف سي (الإنجليزية)
- ناتاليا سيلفا (مقاتل) على موقع شيردوغ (الإنجليزية)
- ناتاليا سيلفا (مقاتل) على موقع Tapology.com (الإنجليزية)
- ناتاليا سيلفا (مقاتل) على موقع إي إس بي إن (الإنجليزية)